# Kózki (województwo opolskie)
Kózki (dodatkowa nazwa w j. niem. Koske, od 1936 roku Hohenflur) – wieś w Polsce położona w województwie opolskim, w powiecie kędzierzyńsko-kozielskim, w gminie Pawłowiczki. W 2011 roku liczba ludności we wsi Kózki wynosiła 191.
W latach 1975–1998 miejscowość administracyjnie należała do ówczesnego województwa opolskiego.

## Nazwa
Wieś wzmiankowana po raz pierwszy w łacińskim dokumencie z 1224 roku wydanym przez Wawrzyńca biskupa wrocławskiego, gdzie zanotowana została w zlatynizowanej, staropolskiej formie „Kozki”.

## Historia
W 1571 właścicielem Kózek był Jan Larisch z Ligoty Bialskiej koło Prudnika.
Od końca XIX w. wieś posiadała pieczęć gminną, na której przedstawiono sosnę, a po lewej wbity w nią topór. 